# Anksioznost
Tjeskoba (anksioznost) tj. tjeskobnost je stanje koje se očituje osjećajem tjeskobe, ustrašenosti, straha sve do panike, uz psihomotornu (tjelesna) napetost i unutrašnji nemir, te postojanje osjećaja kao da će osoba "eksplodirati". Najčešće je nemotivirana i nije vezana za objekt ili osobu. Psihijatri dijele tjeskobu u tri glavne vrste:
- opća tjeskoba
- fobije
- panični poremećaj

U skupinu anksioznih poremećaja spada većina poremećaja koji su desetljećima bili poznati pod nazivom "neuroze". One obično ne podrazumijevaju izrazite poremećaje psihičkog funkcioniranja kakvi se sreću kod psihoza; sposobnost razlučivanja fantazije i realnosti, tzv. testiranje realiteta očuvano je, za razliku od psihoza. No, uz to se mogu javiti značajne teškoće u obrascima ponašanja i međuljudskih odnosa. Učestalost anksioznih poremećaja kreće se od 0,05 % (opsesivno-kompulzivni poremećaj – OKP) do 5 % (generalizirani anksiozni poremećaj). Određene značajke pojedinih anksioznih poremećaja zapravo su dosta česte, a o poremećaju govorimo onda kada te smetnje predstavljaju za osobu značajno ograničenje u njenom svakodnevnom socijalnom i radnom funkcioniranju. Općenito se češće javljaju kod žena.